# مارتن كوتشي
مارتن كوتشي مواليد 5 أبريل 1993، هو سائق راليات سلوفاكي. بدأ مسيرته في سنة 2012. كان أول رالي له هو رالي أكروبوليس 2012. شارك في بطولة العالم للراليات.

## روابط خارجية
- مارتن كوتشي على موقع eWRC-results.com (الإنجليزية)